# Nacarar

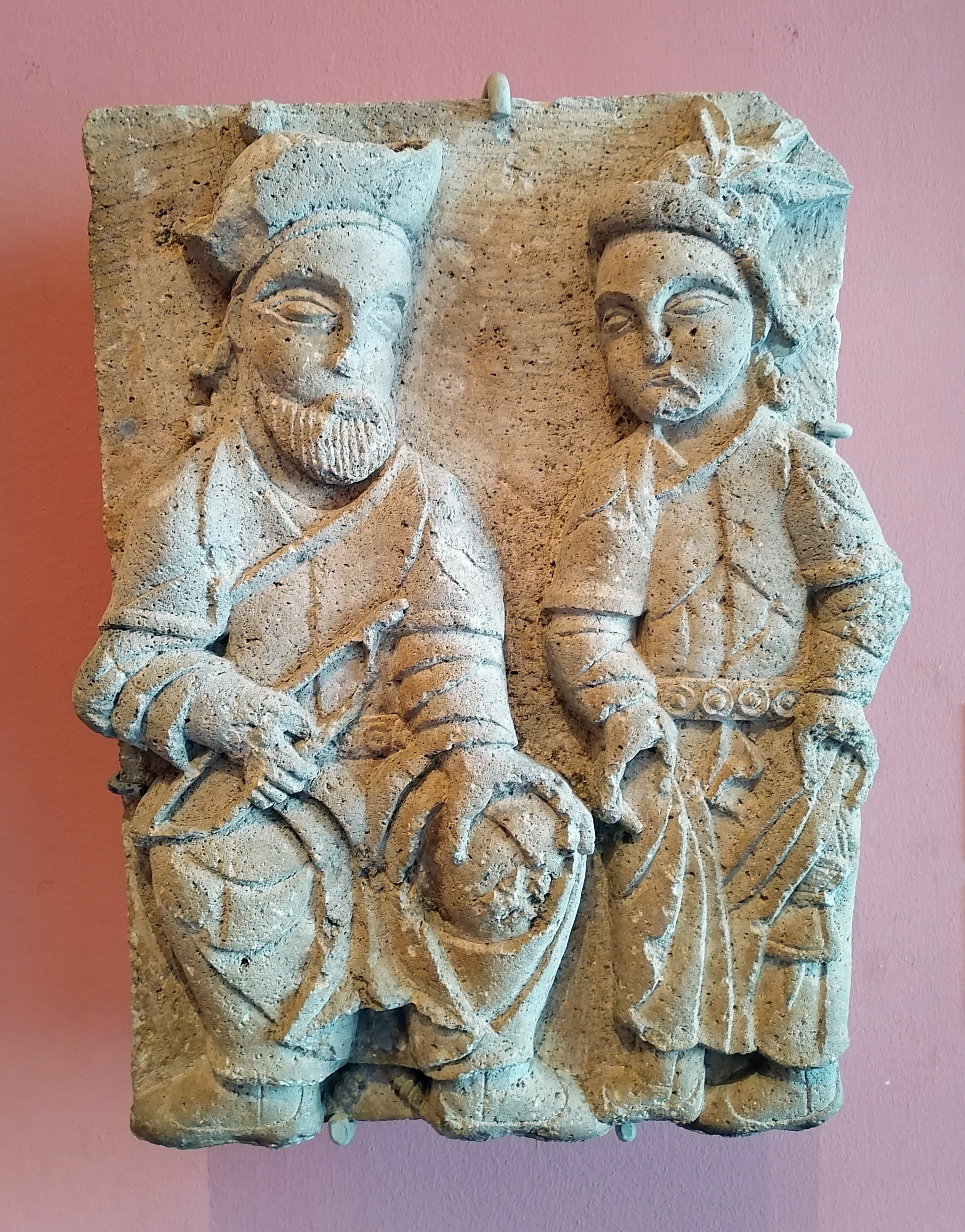
<Relevo representando Eachi e Amir Haçane II da dinastia Proxiã c.. Os Proxiãs eram Nacarares dos Zacáridas na Armênia histórica durante os séculos XIII-XIV (Mosteiro de Espitacavor, Vaiose Zor, Museu Hermitage, inv. Nº AR-619).

Nacarar (em armênio: Նախարար; romaniz.: Naḫarar) é um título hereditário utilizado pela nobreza armênia durante a Antiguidade e Idade Média. Há discordância entre os estudiosos sobre a duração do sistema nacarar tanto como um conceito e como terminologia, no entanto, é altamente improvável que o sistema nacarar, que existiu na Armênia desde a antiguidade, durou até a invasão Mongol.
O estatuto de nacarar era herdado e subir de posto, o que raramente acontecia, era um direito exclusive do soberano. A remoção do título nacarar era ainda mais raro e também um privilégio exclusivo dos soberanos, um direito legal exercido somente em situações mais extremas.
As invasões sem fim do Planalto armênio resultou na eliminação da nobreza nacarar, que era a espinha dorsal da defesa armênia, por volta do século XIV, deixando apenas vestígios da classe restante em áreas montanhosas remotas como no Carabaque.